# Felivaru (Lhaviyani)
Pour les articles homonymes, voir Felivaru.
Felivaru est une île des Maldives. Formellement île inhabitée, elle est cependant capitale de la province d'Uthuru. Elle est en fait occupée par des installations industrielles, dont la conserverie MIFCO, dont le personnel est résident dans les deux îles peuplées voisines de Naifaru et Hinnavaru.

## Géographie
Felivaru est située dans le centre des Maldives, au Nord-Ouest de l'atoll Faadhippolhu, dans la subdivision de Lhaviyani.

## Économie
La principale ressource de l'île est la mise en conserves des thons germons.